# 裸絞

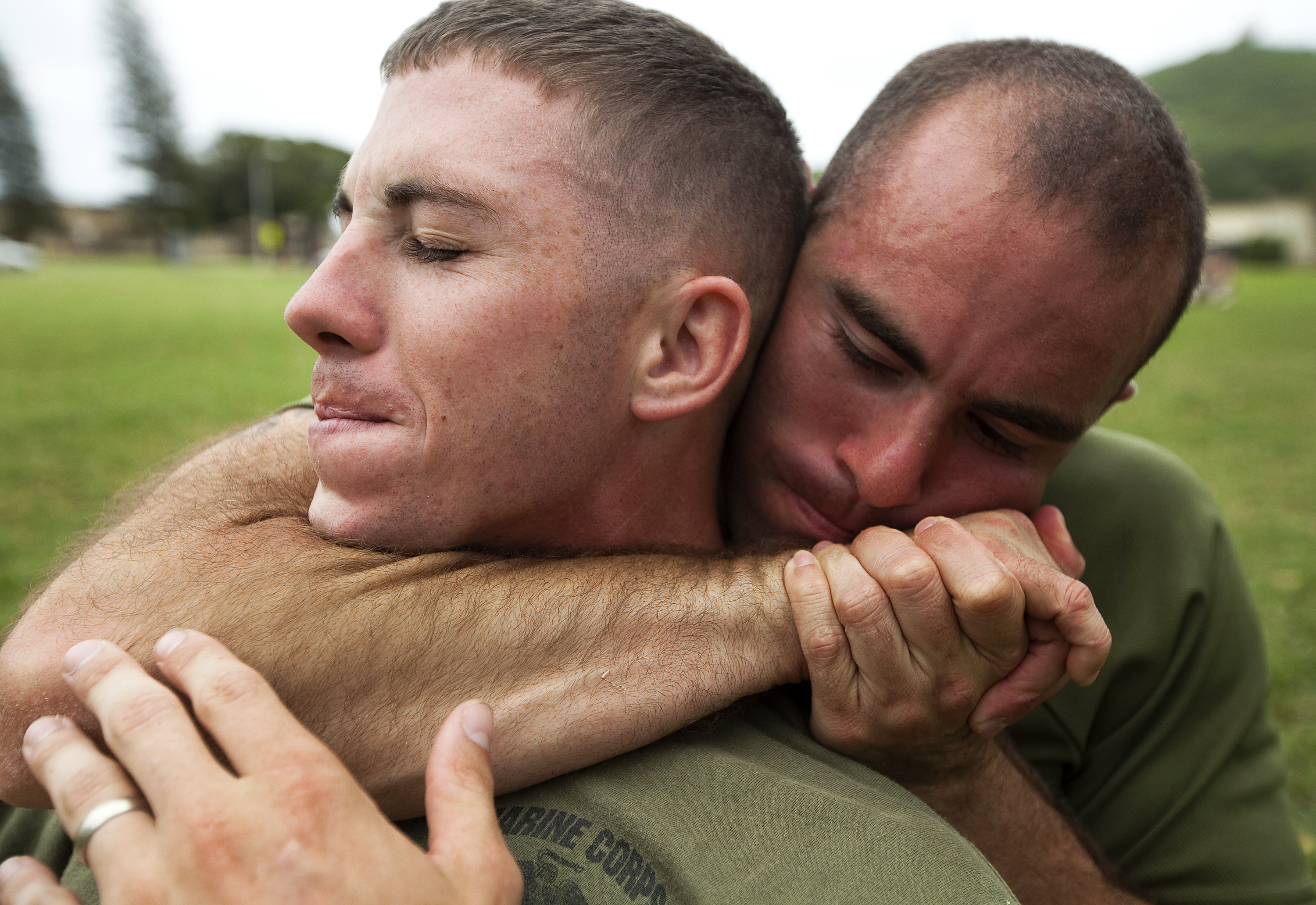
米海兵隊ジョシュア・ストーンによるパーム・トゥ・パームを用いた裸絞の基本形後絞の実演

裸絞（はだかじめ）は、柔道、プロレス、総合格闘技で用いられる絞め技の一種である。講道館や国際柔道連盟 (IJF) での正式名。着衣を利用しない絞め技である。基本形はリア・ネイキッド・チョークである。IJF略号HAD。現代仮名遣いにより、裸絞めと表記するのが一般的。

## バリエーション

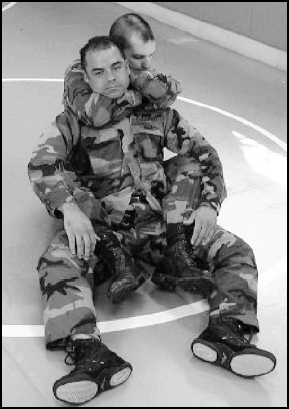
裸絞のリア・ネイキッド・チョーク。フィギュア4を用い首に右腕を回して左上腕あたりを掴み、左手で相手の後頭部を押して絞めている。

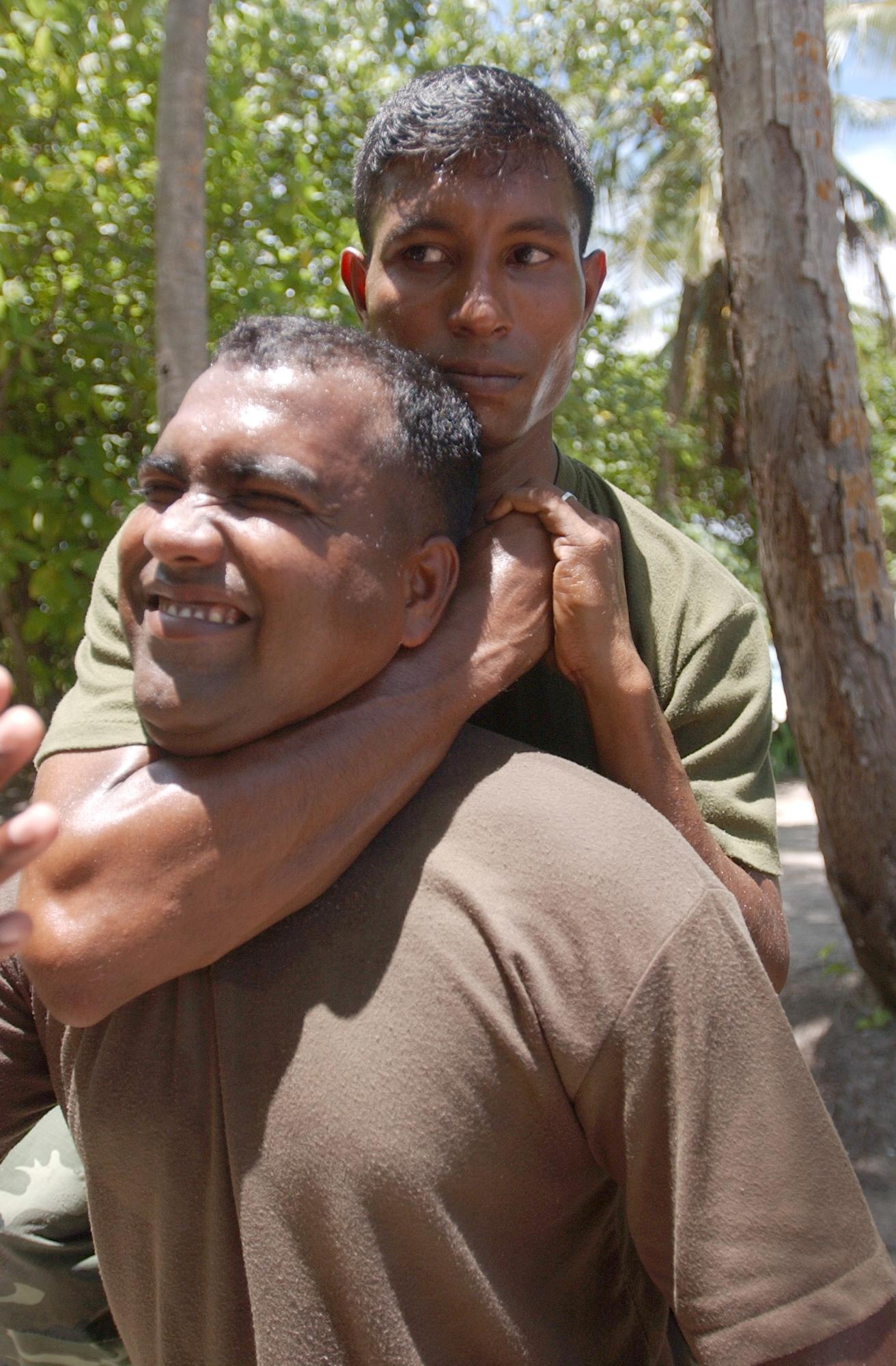
裸絞のリア・ネイキッド・チョーク。パーム・トゥ・パームでもフィギュア4でもない腕の組み方をしている。

### リア・ネイキッド・チョーク
リア・ネイキッド・チョークは相手の背後からの裸絞である。腕の組み方は方法は主に2つあり、1つは受の首に片腕を回してもう一方の片腕の肘の裏もしくは上腕のあたりを掴み、もう一方の手で相手の後頭部を押してそのまま絞める「フィギュア4」と呼ばれる方法である。肘関節内側を受の首下に引っ掛けて自分の腕をV字にして絞め両サイドからの頚動脈絞めにより参ったを狙う。一方、書籍『決定版講道館柔道』によるとこの組み方も攻撃個所は咽喉部（のど）だとしている。
もう1つの腕の組み方は両掌を合わせる形で両手を組んで手首や前腕で相手の咽喉部を絞め上げる「パーム・トゥ・パーム」と呼ばれる方法である。
相手の制し方は代表的なバックコントロール、バックマウントや背後から両脚による胴絞めのほか、ステップオーバー・トーホールド・ウィズ・フェイスロックの相手の脚の制し方を流用したものなどがある。
対処法は形が完成する前に相手の片手を掴んで腕を潜って防いだり、しのいでる間にフックされている脚を何とか外して向かいあったり、立ち姿勢で背後から不用意に前傾でかけてくる相手は背負い投げで前に落としたりだが、どれも出来ずに形に入られてしまった場合は最後の抵抗として即座に顎を引いて相手の腕を首下に入れさせない方法などがある。ただし、顎を絞め手の内側に挟んでも慣れた者はそのまま顎絞めに繋いだり顔を上げさせる方法を心得たりしているため、形に入られたまま顎を引いてしのぐというのは、主に短時間膠着で「待て」がかかる競技での対処となる。
アキレス腱への関節技が認められていない柔道でよくある様に両足を組んで背後からの胴絞めでとらえながらリア・ネイキッド・チョークを狙われた場合はアキレス腱への関節技が認められている格闘技では両足を相手の両足に重ねて身体全体を反って相手のアキレス腱を極めるダブル・アンクル・ロックで逆転サブミッション勝ちするチャンスがある。このためブラジリアン柔術等では両踵を組まないで相手の鼠径部あたりに置くのが理想的なリア・ネイキッド・チョークの掛け方だとしている。片足首をもう一方の膝裏に当てる「フィギュア4」に両脚を組んでの胴絞で相手を制する方法でもダブル・アンクル・ロックを避けられるが、これだと少しリア・ネイキッド・チョークが極まりにくくなる。ブラジリアン柔術の競技でもバック・コントロールによるポイントはこの理想的な形にしないと得られない。別名後裸絞（うしろはだかじめ）、スリーパー・ホールド (Sleeper Hold) 、スリーパー、チョーク・スリーパー、バック・チョーク、リア・チョーク。

#### 後絞
後絞（うしろじめ）はパーム・トゥ・パームのリア・ネイキッド・チョークである。裸絞の基本形。柔道形講道館護身術後絞では受がパーム・トゥ・パームによるリア・ネイキッド・チョークを演じている。YouTube KODOKANチャンネルでの動画ではこのタイプの裸絞のみ紹介されている。

#### プロレス
アントニオ猪木は格闘技ブームの影響から、キャリア後期にはフィニッシュ・ホールドとして使用するようになった。
格闘技においては脱出不可能といわれる裸絞だが、プロレスの場合はロープブレイク、タッグパートナーのカットなどにより脱出できる場合もある。
2016年のG1 CLIMAX優勝決定戦では、後藤洋央紀にスリーパー・ホールドをかけられたケニー・オメガが、技をかけられた状態のままコーナーをよじ登り、コーナー最上段から背中向きに飛び降りて後藤を自身の体ごとリンクに叩きつけるという荒技を披露している。
多くのプロレス団体において、前腕でも気管を圧迫する行為は反則、とされており、「チョーク」と呼ばれ、反則裁定なしなどの気管を圧迫するリア・ネイキッド・チョークは特別ルールでない限り決め技となることは少ない。1931年の書籍『レスリング』によると、プロフェッショナルのレスリングは絞め技は両者が合意したときのみ使用が許され、腕で相手の喉を押す場合はもう一方の腕は相手の頭部や首に触れてはならなかった。
パンクラスが旗上げ時にこのルールに反し、この気管を圧迫する絞め技を解禁した。柔道、修斗、空道、ブラジリアン柔術、柔術ファイティングシステム、などの格闘技ではこのような絞め技は認められており、中学生柔道でも使用できるそう危険ではない技であった。このような絞め技が禁止されているのは絞め技が認められている格闘技ではプロレスぐらいしかなかった。しかしながら、柔道母国でありながら日本のプロレス界ではセンセーショナルにあつかわれた。プロレスは一般にもっと危険な技だとされる首関節技が認められており、不条理な状況だが、前田日明はこのパンクラスの騒動を受けて、本来はプロレスで禁止されているのは多くの格闘技で禁止されている指での喉への攻撃でレスラー達が前腕が喉に入っただけで「チョーク!チョーク!」とアピールしてたら前腕で喉を絞めても反則になってしまったんだ、と語った。ロープエスケープが足首をロープを超えないで爪先だけロープを超えても成り立つようになったようになし崩し的にルールが変わっていくのはプロレスではよくあることである。しかし、前田はこのパンクラスのような改善をUWFでは行わなかった。1980年11月20日発効の日本プロレスリング・コミッション認定プロレスリング競技規約でも前腕で喉を絞める絞め技は反則にはなっていない。この規約は新日本プロレスと国際プロレス合意のもと制定された。両団体と日本以外のプロレス団体NWA、WWF、NWF、IWAで採用実施している競技規則を原則的方針とし両団体は厳格に遵守、服従しなければならない、としている。1969年の『週刊少年マガジン』誌プロレス反則技特集でも「チョーク」は手で喉を絞めること、とされており掲載イラストも前腕では絞めていない。
三沢光晴は「チョーク・スリーパーをかけられたら持ち上げて背中から体重をかけて叩きつければいい」という上記の通り、よほどの体格差がないと非現実的な脱出方法を述べている。一方で柔道でもこの方法を想定しており危険防止のため禁止されている。
従来から合法であった主に頚動脈に重点をおいて絞め付けるリア・ネイキッド・チョークを相手を失神させる（眠らせる）ことから「スリーパーホールド」と呼ぶのに加え、これを機に気管を重点的に絞め付け呼吸を妨げるリア・ネイキッド・チョークを「チョーク・スリーパー・ホールド」と呼ぶようになった。パンクラスは総合格闘技でもあったのでこの呼び方は日本の総合格闘技界にも広がっていった。
バーン・ガニア、マーク・ルーイン、ロディ・パイパー、鈴木みのる、オカダ・カズチカ、潮崎豪、中嶋勝彦らがフィニッシュ・ホールドとして使用していた。アドリアン・アドニスはグッドナイト・アイリーン (Goodnight Irene) 、ブルータス・ビーフケーキはバーバーズ・チェアー (Barber's Chair) の独自名称を用いた。

#### 総合格闘技
リア・ネイキッド・チョークが極まるとなかなか逃げられず、特に両脚が胴体にフックした形で極まると脱出することはほぼ不可能であると評価されている。完全にリア・ネイキッド・チョークをとられた場合、反撃する手段がないことが大きい。
頭部で相手の顔面を強打したり、眼球や睾丸を狙う攻撃を行えば逃げることが出来る可能性もあるが、それらの行動は多くの格闘技では反則である。また、初期のUFCでは目への攻撃と噛み付き以外の反則が存在しなかったが、それらの手段でチョークから脱出したケースも皆無である。UFC1の決勝戦でジェラルド・ゴルドーはホイス・グレイシーのチョークに対して噛み付いて抵抗したが失敗に終わっている。
加えて眼球や睾丸を狙う攻撃はリア・ネイキッド・チョークを狙って背後についてる者のほうがやりやすい。
持ち上げて背中から投げればいいという指摘もあるがバックをとられた状態から立ち上がるのはよほど体格差がないと困難である。
急所である気管や喉仏を強力に圧迫されたら、もがき苦しむことになるが喉仏や気管を絞めずに綺麗に頚動脈洞だけを圧迫した場合は苦痛はほとんどなく耐えることも可能である。しかし、頚動脈洞反射が起こるため、約7秒で失神して戦闘不能状態に陥ってしまう。いわゆる、「落ちる」という状態である。また、綺麗に頚動脈洞だけを絞めた場合は、後遺症が少ないことから、相手にダメージを与えずに行動不能に陥らせるにはきわめて効率的な方法であり、シンプルにして究極のフィニッシュ・ホールドとされると言われている。柔術や総合格闘技ではメジャーな極め技である。
総合格闘技でのヒクソン・グレイシーは「テイクダウン→マウントポジション→マウントパンチ→相手が背を向けたところをチョーク」を必勝パターンとしており、バーリ・トゥード・ジャパン・オープン 1995では、すべての試合をこのパターンで勝利している。

### 前裸絞
前裸絞（まえはだかじめ）は受の頭上側から絞める裸絞め。別名はフロント・チョーク、ギロチン・チョーク、フロンタル・ギロチン・チョーク、フロント・スリーパー・ホールド、前方裸絞（ぜんぽうはだかじめ）、頸絞（くびじめ）、首絞（くびじめ）、海老緘（えびがらみ）、抱首絞（だきくびしめ)。

### 腋下絞
腋下絞（わきしたじめ）は四つん這いの相手と同じ向きを向いて側方についての裸絞。相手の左側についた場合、右腕を相手の右肩を通して顎下まで巻いて右腋下でしっかりと抱き、右手で自身の右襟を持つか両手を組むかフィギュア4の形で絞める。相手へ右脚で河津掛を掛けてもよいし袈裟固の様に両脚を前方に出してもよい。別名はブルドッグ・チョーク。

### 挟絞
挟絞（はさみじめ）は受のうなじあたりに腕か脛を当て、受の首を前腕で絞める絞技。袖車絞は挟絞の一種だが裸絞には含まれなくなった。また、袖車絞や片手絞にも挟絞がある。

#### ノーギ・エゼキエル・チョーク
ノーギ・エゼキエル・チョークは受と取が正対して受の後頭部に腕を当て、受の喉や頸動脈を前腕で絞める挟絞。エゼキエル・チョークは袖車絞のことだがそれの袖を用いないような絞め技である。ブラジリアン柔術では国際ブラジリアン柔術連盟、国際柔術連盟でティーン (U16) 以下で禁止技である。
試合での実例
- UFC Fight Night 103第6試合ヘビー級5分3R

○ アレクセイ・オレイニク　（1R 2:57 エゼキエル・チョーク）　ビクトー・ペスタ ×
発表は袖車絞めの別名「エゼキエル・チョーク」だが実際はマウント・ポジションの下からのフィギュア4を用いたノーギ・エゼキエル・チョークである。下からのグラウンド・チョークの様な形態。UFCではノーギ・エゼキエル・チョークもエゼキエル・チョークに含んでいる。
片手でもう一方の腕を掴む場合が多いが掴まないこともある。
試合での実例
- INOKI BOM-BA-YE 2001第7試合 K-1vs猪木軍 3分5R

○安田忠夫（2R 2:10 ギロチンチョーク）ジェロム・レ・バンナ ×
発表は前裸絞の別名「ギロチンチョーク」だが実際は手でもう一方の腕を掴まないノーギ・エゼキエル・チョークであった。
他にもバリエーションがあり取が左腕を受のうなじ付近を通して左手で受の左腕を曲げて電話の受話器を持つような形にし受の左手首をもち、右腕を受の曲げた左腕の中を通して取の左上腕部を掴んで右前腕部で受の首を絞めるノーギ・エゼキエル・チョークもある。

##### グラウンド・チョーク
グラウンド・チョークは横四方固や縦四方固の体勢から左腕を受のうなじ付近の下に置き左手で右腕の肘裏を掴む「フィギュア4」で両腕を組み、右前腕部で受の喉や頚動脈を絞めるノーギ・エゼキエル・チョーク。

##### フロント・ストラングル・ホールド
フロント・ストラングル・ホールドは横四方固や縦四方固の体勢から片腕を枕にして相手のうなじ付近の下におき、その肘あたりをもう一方の手で掴み、その前腕部で相手の喉や頚動脈を絞めるノーギ・エゼキエル・チョーク。または片腕を枕にして相手のうなじ付近の下におき、もう一方の肘を掴みその肘の腕の前腕部で喉や頚動脈を絞めるノーギ・エゼキエル・チョーク。リングスのウィリー・ピータースが多用している。

#### 片手片足絞め
片手片足絞め（かたてかたあしじめ）は上四方固で抑え込まれそうになった時、左前腕部を受の喉付近に当て抵抗し、左脚を振り上げ左脛を受のうなじ付近にあて、左手または両手で左足を掴み左前腕部で受の首を絞める挟絞。上四方足絞と似た形態である。1959年の書籍『柔道十講』では袖車絞（そでぐるまじめ）の名称で紹介。講道館では袖車絞には分類していない。片手絞にも片手片足絞めがある。

### 反対肩固絞
反対肩固絞（はんたいかたがためじめ）は四つん這い、腹ばいの相手の横にうつ伏せでついて、相手の片腕と首を抱込んでの裸絞。相手の右側について左腕で相手の頭部と右腕を抱込み両手を組んで肩固絞の様に頸動脈を絞める。

### 抱首
抱首（かかえくび）は袈裟固のグランド・ヘッドロックの体勢で右腋で相手の首を抱え、右手を固く握り、左手でその右手首を持ち右親指側を相手の後ろ首に当て、左手の力も加え引き絞める裸絞。前肩で強く押すと呼吸を止められる。工藤雷介は後ろ首を痛めつけるので反則の可能性があるとしている。

### ヴォンフルー・チョーク
ヴォンフルー・チョークは変形の裸絞。受の下からベーシックギロチンチョークへの返し技として使う場合が多い。受が右腕で下からベーシックギロチン・チョークにきた場合、受の左からの横四方固の形を取る。受の頭部と右腕を左肩で受の右手首を巻き込み両腕で抱え込み両手をパーム・トゥ・パームなどにしてしっかり組む。右肩または右上腕を受の左頸動脈に押し付け絞める。アームトライアングルチョークの一種なのでブラジリアン柔術では国際ブラジリアン柔術連盟、国際柔術連盟ともにティーン (U16) 以下では禁止技である。この技でタップアウトを奪ったジェイソン・ヴォンフルー (Jason Von Flue) の名前からヴォンフルー・チョークと呼ばれる。頻度の少ない技だがオヴィンス・サンプルーは2019年9月現在でこの技で4回勝利している。

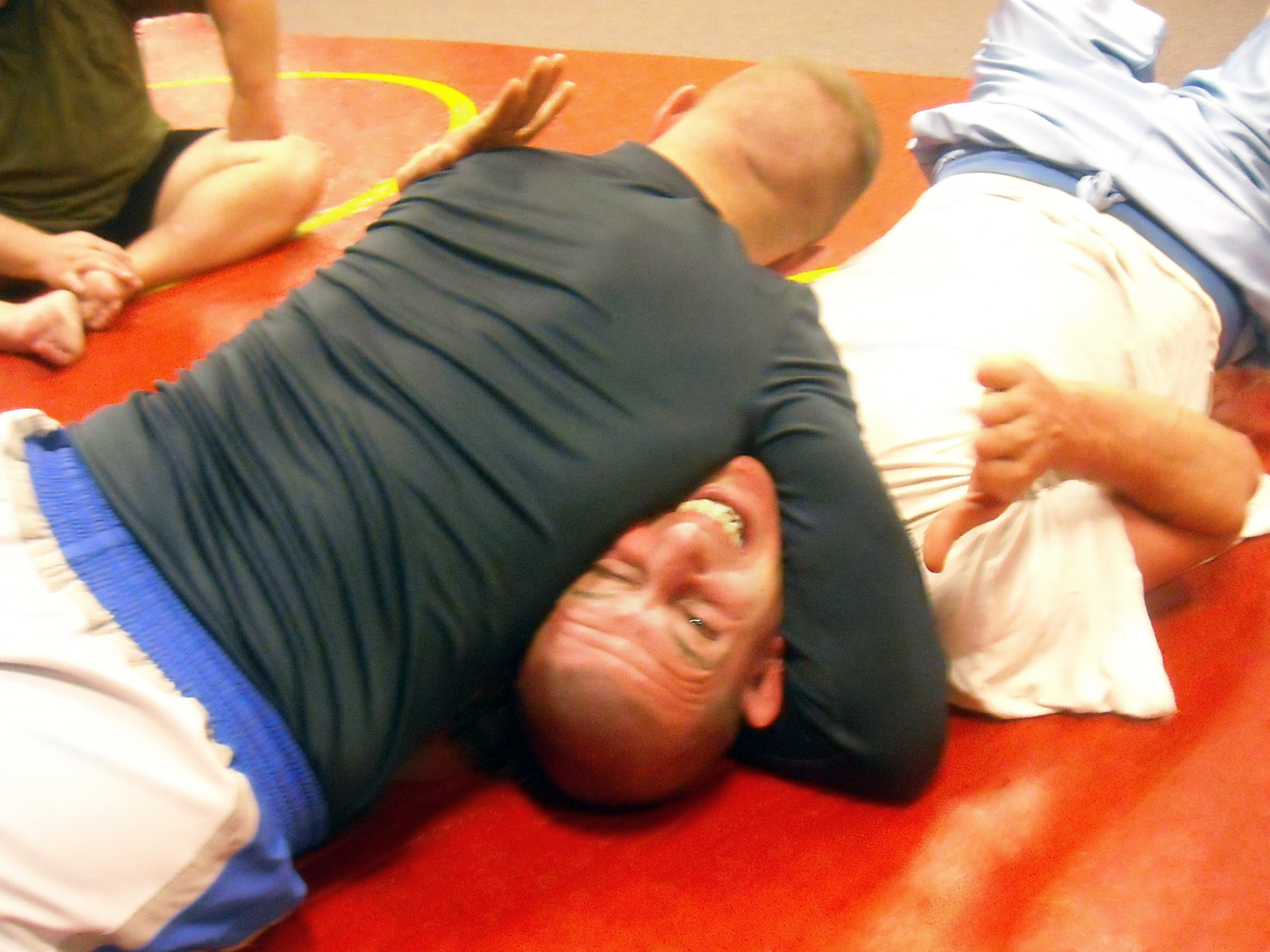
ジェリー・ローダーによるノースサウスチョークの実演。

### ノースサウス・チョーク
ノースサウス・チョークは崩上四方固からの裸絞。右腕で相手の首を抱え、右手で自分の左肘裏付近を掴んで組む。右上腕部と右前腕部で相手の右頸動脈を挟み絞める。ポジションによって若干の差が生じるが、完成した際の形は柔道の後袈裟固に似る場合もある。ジェフ・モンソンなどの抑え込みを得意とする選手が多用しており、アメリカ国内ではグラウンドの攻防において普遍的なテクニックである。上四方絞とは異なる技である。

### ネクタイ・チョーク
ネクタイ・チョークはネクタイで絞めるもしくは、蝶ネクタイの様な体勢の形になる裸絞。 国名が付いており、以下の種類がある。突込絞の一種ネクタイ絞とは異なる技である。別名ネクタイ式チョーク。 

#### ジャパニーズ・ネクタイ・チョーク
ジャパニーズ・ネクタイ・チョークはがぶりの姿勢から相手の頭部と左腕を両掌を合わせて両腕で抱える肩三角グリップに取り、相手の左側に移動すると同時に左前腕部で相手の後頭部押して相手を仰向けに返すウングバリ・ターンノーバーを行い、相手の左脚を自分の右脚で抑えながら絞めるネクタイチョーク。日本式ネクタイチョーク。アーム・トライアングル・チョークもしくはギロチンチョークなのでブラジリアン柔術では国際ブラジリアン柔術連盟、国際柔術連盟でティーン (U16) 以下で禁止技である。

#### ペルビアン・ネクタイ・チョーク
ペルビアン・ネクタイ・チョークはがぶりの姿勢から、受の左腕と頭部を両腕で抱える肩三角グリップをとり、右足を受の左腋下の真下あたりの床に踏み込み、臀部か左腿裏で受の後頭部を抑え、両手を組んで身体全体を反って絞めるネクタイチョーク。ペルー人総合格闘家トニー・デソーザが有名にした絞技。2010年代以降の柔道界ではよく使用されている。別名ペルビアン・チョーク (Peruvian Choke)。
試合での実例
- 2017年世界柔道選手権大会女子63 kg級1回戦

○インバル・シェメシュ（イスラエル）　（1:59 裸絞 ）　エカテリーナ・バルコバ（ロシア）×
- グランドスラム・パリ2020男子90 kg級3回戦

○ノエル・ファントエンド（オランダ）　（1:57 一本）　マキシム・アミノ（フランス）×

### アナコンダ・チョーク
アナコンダ・チョークは変形の裸絞。がぶりの体勢から相手の頭部と右腕を抱える肩三角グリップに取る。右手で左肘裏辺りを持ち、両腕を「フィギュア4」に組む。取の身体を左側にひねり倒しながら受の首に受の右腕をねじ込んでいく裸絞。アゴをひいてフロントチョークを防御している受にも有効な攻撃。別名スピニングチョーク。

### ダース・チョーク
ダース・チョーク (D'arce Choke) は変形の裸絞。がぶりの姿勢から相手の頭部と左腕を両腕で抱える肩三角グリップに取る。右手で左肘裏辺りを持ち、両腕を「フィギュア4」に組む。アナコンダ・チョークとは左右逆に腕を組む。胸で相手の左肩を押しながら相手の左頸動脈、右手首辺りで相手の右頸動脈を絞める。同技を常用するヘンゾ・グレイシーの生徒の名からとってダース・チョークと呼ばれる。アーム・トライアングル・チョークの一種であるのでブラジリアン柔術では国際ブラジリアン柔術連盟、国際柔術連盟でティーン (U16) 以下で禁止技である。

### 山固め
山固め（やまがため）は受の右からの袈裟固の体勢から左腕を受の後頭部に置き、両掌を合わせて組んで右前腕部で受の首を絞める裸絞。山宮恵一郎（のちのKEI山宮）が考案したとされる。両手の組み方は野球のバットの持ち方とは異なるが裸絞版ベースボールチョークとも呼ばれる。

### サイド・チョーク
サイド・チョークは背後ではなくサイドマウンドなど真横から腕を回して絞める裸絞。

### 門脇スペシャル
門脇スペシャル（かどわきスペシャル）は地獄絞スタイルの裸絞。背後から両脚で受の片腕を挟みリア・ネイキッド・チョークの様に絞める。門脇英基の得意技である。

### 並十字絞のような裸絞
縦四方固の体勢から両腕を交差し、右手で相手の右肩、左手で相手の左肩に四本指で掛け両小指側で並十字絞の様に絞める。書籍『柔道大意』では裸絞の第一例として挙げている。

### ドラゴン・スリーパー・ホールド
ドラゴン・スリーパーは尻餅をついた相手の後方から腋で抱え込むように首をロックしてさらに、もう片方の腕で相手の片腕をロックして脱出を困難にさせる変型スリーパー・ホールド。

### コブラ・クラッチ
コブラ・クラッチは後方から相手の片腕を取り、相手自身の首に巻きつけて、さらに相手の腋の下から腕を通して頚動脈を絞める裸絞。 マッドドッグ・バション、ブラックジャック・ランザ、マスクド・スーパースター、サージェント・スローター、テッド・デビアスなどヒールの得意技として使用される傾向にある。

### タズ・ミッション
タズ・ミッションは片羽絞の基本形の様な形態の上衣を使わない絞め技。通常、受の襟を使って絞める片羽絞だが、この襟を持つ代わりに受の肩あたりをつかむ絞め技である。タズの得意技。

## 裸絞からの投技
裸絞からの投技には以下のようなものがある。
- スリーパー・スープレックス
- スナップ・スリーパー・スープレックス
- スリーパードロップ
- 天狗勝

## 分類と名称
リア・ネイキッド・チョークについて、格闘技の種類や団体によって、チョーク・スリーパー・ホールドとスリーパー・ホールドをこれらを同一の技として扱うものと、それぞれを別の技として区別するものが存在する。
前者は柔道、ブラジリアン柔術や総合格闘技、後者はリングス、パンクラスなどプロレスを源流とする総合格闘技団体を中心に認識されており、後者において、どちらも腕を相手の首に巻きつける一見して全く同じ技に見えるこれら2つの技の違いは圧迫する部位に違いがあるとされている。
袖車絞はかつては裸絞に分類されることもあったが1985年に講道館が固め技の名称を発表して以降は袖車絞に分類された。かつては自らの上衣の袖を利用しても裸絞扱いであった。書籍『柔道教室』でも裸絞として紹介されている。